# 夜の調べ
『夜の調べ』（よるのしらべ、Second Childhood）は、シンガーソングライターのフィービ・スノウによる、1976年発売の2枚目のアルバム。『夜の調べ』は1976年7月9日にRIAAによってゴールドディスクに認定された。

## 評価
| 専門評論家によるレビュー | 専門評論家によるレビュー |
| レビュー・スコア         | レビュー・スコア         |
| 出典                     | 評価                     |
| ------------------------ | ------------------------ |
| Allmusic                 | [ 2 ]                    |
| Christgau's Record Guide | B                        |

オールミュージックの回顧的レビューで、評論家のウィリアム・ルールマンはこのアルバムを「スノウが7曲のオリジナルを提供し、モータウンからガーシュウィンまでのカバーで多才ぶりを発揮した上品な仕事」と評している。ロバート・クリストガウはこのアルバムについて「彼女のトレードマークであるメリスマ的なビブラートが落とし穴になっていないことが嬉しく、このタイプのよいレコードであることを認めます。ただ、ジャズ＝フォークのムード・ミュージックのレコードがどれほど良いものかについては疑問がある」と書いている。

## 収録曲
特記あるものを除き、全曲フィービ・スノウによる作詞作曲
1. 「乾いた愛」"Two Fisted Love" 4:03
2. 「キャッシュ・イン」"Cash In" 5:44
3. 「孤独と狂気」"Inspired Insanity" 3:56
4. 「ノー・リグレッツ」"No Regrets"（ハリー・トビアス、ロイ・イングラム） 2:58
5. 「やさしいあなた」"Sweet Disposition" 4:04
6. 「オール・オーヴァー」"All Over" 3:29
7. 「哀しいことね」"Isn't It a Shame" 3:56
8. 「三度目の正直（英語版）」”Going Down for the Third Time"（ホーランド＝ドジャー＝ホーランド） 2:33
9. 「夜明け前のイメージ」"Pre-Dawn Imagination" 3:28
10. 「ニューヨーク行きの船が出る」（ジョージ・ガーシュウィン、アイラ・ガーシュウィン、デュボーズ・ヘイワード（英語版）） 5:27

## パーソネル
- フィービ・スノウ – リード・ボーカル、バッキング・ボーカル(1, 2, 5, 6, 8)、アコースティック・ギター(1, 2, 3, 7)
- ケニー・アスチャー – エレクトリック・ピアノ(1)
- ケン・ビチェル（英語版） – シンセサイザー(1)
- リチャード・ティー – エレクトリック・ピアノ(2, 5)、アコースティック・ピアノ(8)、オルガン(8)
- ドン・グロルニック – エレクトリック・ピアノ(4, 6, 10)、アコースティック・ピアノ(9)
- ヒュー・マクラッケン – アコースティック・ギター(1)、エレクトリック・ギター(2, 5, 8)
- ジョン・トロペイ – エレクトリック・ギター(1, 8)
- スチュアート・シャーフ（英語版） – アコースティック・ギター(7)
- トニー・レヴィン – ベース・ギター(1, 2, 8)
- ロン・カーター – ダブル・ベース(3)
- ウィル・リー – ベース・ギター(4, 6, 9, 10)
- ゴードン・エドワード – ベース・ギター(5)
- リチャード・デイヴィス（英語版） - ダブル・ベース(7)
- スティーヴ・ガッド – ドラムス(1, 2)
- グラディ・テイト – ドラムス(5, 8, 10)
- ジミー・ヤング – ドラムス(4, 6)
- ラルフ・マクドナルド – パーカッション(2, 3, 6, 7)
- デイヴィッド・サンボーン – サクソフォーンのソロ(1, 5)
- ジェローム・リチャードソン – フルートのソロ(10)
- パトリック・ウィリアムズ – オーケストレーション(2, 3, 6, 9, 10)
- ハワード・ジョンソン – チューバ・クインテット編曲(5)
- フィル・ケアンズ – バッキング・ボーカル(1, 5, 6, 8)
- ジェシー・ディクソン・シンガーズ – バッキング・ボーカル(2)
- フィル・ラモーン – バッキング・ボーカル(5)

## 制作
- プロデューサー – フィル・ラモーン
- エンジニア – グレン・バーガーとフィル・ラモーン
- エンジニア助手 – ヴィッキー・ファブリーとデイヴィド・スミス
- デザイン – エド・リー
- 写真 – フランク・ラフィット
- 手書き文字 – ロバート・バイロとアンディ・エンゲル

## チャート
| チャート（1976年）                               | 最高位 |
| ------------------------------------------------ | ------ |
| オーストラリア（ケント・ミュージック・レポート） | 71     |
| アメリカ合衆国（ポップ・アルバム）               | 13     |

## 認定
| 国/地域                    | 認定 | 認定/売上数 |
| -------------------------- | ---- | ----------- |
| アメリカ合衆国 (RIAA)      | Gold | 500,000^    |
| ^ 認定のみに基づく出荷枚数 |      |             |